# 스마트 원자로
스마트 원자로(System-integrated Modular Advanced ReacTor, SMART)는 대한민국 한국원자력연구원이 개발한 열출력 330MWt, 전기출력 100MWe의 소형 일체형 원자로다.

## 특징
1997년 개발이 시작되었고 개념설계, 기본설계, 표준설계 등의 일련 설계와 기술검증을 거쳐, 2012년 표준설계인가를 획득함으로써 기술개발이 완료된 원자로다. 이 원자로는 100MWe급으로 인구 10만의 소외 지역이나 벽지 등에 전력과 물을 공급할 수 있도록 설계된 다목적 원자로다. 원자로를 이루는 주요기기들이 대형배관으로 연결된 지금까지의 원전과는 달리, 증기발생기, 가압기, 원자로냉각재펌프 등 원자로계통을 이루는 주요기기들을 하나의 압력용기 안에 모두 설치한 일체형이다. 또 피동안전계통을 채택하여 기존 원자로보다 안전성이 향상된 특징을 가진다.
지진해일(쓰나미) 등 예상보다 더 큰 외부사건이 발생하더라도, 외부전원의 도움 없이 자연대류 현상을 이용해 최대 20일까지 원자로를 안전정지 상태로 유지할 수 있으며, 20일 이후에도 수동으로 비상냉각수탱크에 물을 주입하여 원자로를 안전한 상태로 유지시킬 수 있게 설계되었다. 또한 발전소에 최악의 사고가 발생하더라도, 수소 폭발로 인하여 원자로건물이 손상되는 것을 방지하였으며, 중력의 힘으로 원자로 주위 공간을 물로 채워서 원자로가 냉각되도록 설계되었다.
리히터 규모 7.0까지 견딜 수 있도록 내진 설계를 적용했고 쓰나미 홍수에 견딜 수 있는 수위도 10m로 설계했다. 주요 기기를 모듈 형태로 설계해서 건설 현장에서 이뤄지는 조립이나 용접 과정을 최소화해 건설 공기도 단축했다.
스마트 원자로 1기는 하루에 인구 10만~100만 명 규모의 도시에 전기(9만 킬로와트)와 물(4만톤)을 동시에 공급할 수 있어, 해수담수화에 막대한 양의 화석연료를 소비하고 있는 중동 등 물 부족 국가에 적합한 원자로로 떠오르고 있다. 또한 원자력 발전을 도입하고 싶지만 경제력이 부족하거나 국가 전체 전력망의 크기가 작아 대형 원전을 짓지 못하는 나라에게도 새로운 대안이 될 전망이다.
소형인 관계로 원자력 잠수함과 연계된 설계라는 오해가 있으나, SMART는 육상에 건설하는 원자로로, 그 특성 등이 잠수함 등 함선에 부적합하다. 2015년 3월 대한민국은 사우디아라비아와 SMART 공동상용화를 위한 양해각서를 체결하였으며, 상용화를 위한 양국 협력이 진행 중이다. 개발중인 소형일체형원자로중 가장 먼저 기술개발을 완료하였으며, 현재 상용화를 추진 중인 원자로로 평가받고 있다.

## 핵추진 항공모함
미국 니미츠급 항공모함은 열출력 550MWt 경수로인 A4W 원자로 2기를 탑재해 열출력 1100MWt를 낸다. 그 이전 함급인 엔터프라이즈급 항공모함은 열출력 150MWt 경수로인 A2W 원자로 8기를 탑재해 열출력 1200MWt를 낸다. 스마트 원자로는 열출력 330MWt로 항공모함, 순양함, 잠수함에 탑재할 수 있는 소형 일체형 경수로이다.

## 핵추진 순양함
미국은 열출력 330 MWt인 스마트 원자로와 비슷한, 열출력 296MWt인 핵추진 미사일 순양함 8척을 건조해 실전배치했었다. 현재는 모두 퇴역했으며, 디젤추진으로 변경했다.
배수량 9100톤인 배인브릿지급 핵추진 미사일 순양함은 1척이 건조되어 1961년 4월 15일 진수했다. 열출력 148MWt 경수로인 D2W 원자로 2기를 탑재해 296MWt의 열출력을 낸다.
만재배수량 8659톤인 트럭스턴급 핵추진 미사일 순양함은 1척이 건조되어 1964년 12월 19일 진수했다. D2W 원자로 2기를 탑재했다.
배수량 10800톤인 캘리포니아급 핵추진 미사일 순양함은 2척이 건조되었으며, 1번함은 1970년 진수했다. D2W 원자로 2기를 탑재했다.
만재배수량 11666톤인 버지니아급 핵추진 미사일 순양함은 4척이 건조되었으며, 1번함은 1972년 진수했다. D2W 원자로 2기를 탑재했다. 다음 함급은 세계 최초의 이지스함인 타이콘데로가급 디젤추진 미사일 순양함이다. 핵추진을 포기했다.

## 핵추진 잠수함
한국은 열출력 330MWt 스마트 원자로의 파일럿 모델인 열출력 65MWt 스마트 실증로를 건설할 계획이다. 역사적으로 미국 해군은 59척의 SSN(공격원잠), 41척의 SSBN(전략원잠) 등 모두 100척의 핵잠수함에 열출력 70MWt 가압경수로 1개를 탑재했다. 스마트 실증로 참조.

## 수출
2015년 3월 3일, 박근혜 대통령은 사우디아라비아 리야드의 에르가궁에서 살만 빈 압둘아지즈 알 사우드 국왕과 정상회담을 갖고, 스마트 원자로 2기를 20억 달러(2조 2천억원)에 수출하는 계약을 체결했다. 이와 별도로 사우디와 건설 전 상세 설계를 공동으로 하는 대가로 1억3000만달러(1427억원)를 받기로 했다. 세계 최초의 중소형 원자로 수출 사례이다.
2016년 7월, 사우디아라비아 연구자 36명이 30개월간의 교육훈련을 받기 위해 한국에 도착했다. 스마트 제어실을 모사한 시뮬레이터를 이용해 실제 원자로 운전 상황과 유사한 조건에서 스마트를 제어·보호·감시하는 방법도 배운다.

## 동급 중소형 원자로
- SMART 100 MWe PWR KAERI,  대한민국
- MRX 100 MWe PWR JAERI,  일본
- SVBR-100 100 MWe LMR 로사톰/En+,  러시아
- FUJI 100 MWe MSR ITHMSO,  미국,  일본,  러시아
- KLT-40S - 35 MWe PWR OKBM,  러시아
- VK-300 - 300 MWe PWR Atomenergoprom,  러시아
- CAREM -  27 MWe PWR CNEA & INVAP,  아르헨티나
- NHR-200 - 200 MWt PWR INET,  중국
- IMSR - 2 x 195 MWe MSR Terrestrial Energy,  캐나다
- IRIS 100-335 MWe PWR 웨스팅하우스가 주도. 국제협력
- mPower 125 MWe PWR Babcock & Wilcox,  미국
- NuScale 45 MWe PWR NuScale Power,  미국
- HTR-PM 2x250 MWt HTR INET & Huaneng,  중국
- PBMR 200 MWt HTR Eskom,  남아프리카 공화국
- GT-MHR 285 MWe HTR General Atomics  미국, 로사톰  러시아
- BREST 300 MWe LMR RDIPE,  러시아

## 같이 보기
- SMART-P - 스마트 원자로의 실증로
- KSS-III - 한국의 3000톤급 잠수함 개발 사업
- 혁신형 소형모듈원자로